# Charles Mathiesen
Charles Mathiesen (Drammen, 12 februari 1911 - 7 november 1994) was een Noors langebaanschaatser.

## Levensloop
Charles Mathiesen nam twee keer deel aan de Olympische Winterspelen (in 1936 en 1948).
Op de Winterspelen van 1936 was hij de enige schaatser die naast Ivar Ballangrud goud won. Mathiesen werd olympisch kampioen op de 1500 meter, waar Ballangrud de overige drie afstanden won. Op de
Winterspelen van 1948 kwam hij alleen op de 5000 meter aan de start maar bereikte de finish niet.
Mathiesen nam acht keer deel aan de Wereldkampioenschappen allround en zes keer aan de Europese kampioenschappen. In 1938 won hij zijn enige andere kampioenschap door de Europese titel te veroveren.
Het wereldrecord dat Mathiesen schaatste op de 10.000 meter, 17.01,5 op 3 maart 1940, bleef bijna negen jaar (mede door de Tweede Wereldoorlog) de wereldbesttijd. Landgenoot Hjalmar Andersen was in februari 1949 de eerste schaatser die de 10.000 meter sneller aflegde dan 17 minuten en verbrak daarmee Mathiesens wereldrecord.

## Records

### Persoonlijk records
| Afstand      | Tijd    | Datum            | Baan   |
| ------------ | ------- | ---------------- | ------ |
| 500 meter    | 43,2    | 20 februari 1940 | Oslo   |
| 1500 meter   | 2.15,6  | 29 januari 1939  | Davos  |
| 3000 meter   | 4.50,6  | 10 februari 1940 | Bergen |
| 5000 meter   | 8.18,7  | 2 maart 1940     | Hamar  |
| 10.000 meter | 17.01,5 | 3 maart 1940     | Hamar  |

### Wereldrecords
| Nr. | Afstand      | Tijd    | Datum        | Baan  |
| --- | ------------ | ------- | ------------ | ----- |
| 1.  | 10.000 meter | 17.01,5 | 3 maart 1940 | Hamar |

#### Wereldrecords laaglandbaan (officieus)
| Nr. | Afstand      | Tijd    | Datum            | Baan   |
| --- | ------------ | ------- | ---------------- | ------ |
| 1.  | 1500 meter   | 2.17,9  | 10 februari 1940 | Bergen |
| 2.  | 3000 meter   | 4.50,6  | 10 februari 1940 | Bergen |
| 3.  | 10.000 meter | 17.01,5 | 3 maart 1940     | Hamar  |

## Resultaten
| Jaar | EK Allround | WK Allround | Olympische Spelen             |
| ---- | ----------- | ----------- | ----------------------------- |
| 1933 |             | 8e          |                               |
| 1934 | 5e          | 6e          |                               |
| 1935 | 5e          | 5e          |                               |
| 1936 | Zilver      | NF4         | 1500m · 7e 5000m · 4e 10.000m |
| 1937 | 4e          | 4e          |                               |
| 1938 | Goud        | Brons       |                               |
| 1939 | Zilver      | Brons       |                               |
| 1947 |             | NS3         |                               |
| 1948 |             |             | NF 5000m                      |

NF# = niet gefinisht op # afstand
NS# = niet gestart op # afstand

### Medaillespiegel
| Kampioenschap     | Goud · | Zilver · | Brons · |
| ----------------- | ------ | -------- | ------- |
| EK Allround       | 1      | 2        | 0       |
| WK Allround       | 0      | 0        | 2       |
| Olympische Spelen | 1      | 0        | 0       |

1924: Clas Thunberg ·
1928: Clas Thunberg ·
1932: Jack Shea ·
1936: Charles Mathiesen ·
1948: Sverre Farstad ·
1952: Hjalmar Andersen ·
1956: Jevgeni Grisjin/Joeri Michajlov ·
1960: Jevgeni Grisjin/Roald Aas ·
1964: Ants Antson ·
1968: Kees Verkerk ·
1972: Ard Schenk ·
1976: Jan Egil Storholt ·
1980: Eric Heiden ·
1984: Gaétan Boucher ·
1988: André Hoffmann ·
1992: Johann Olav Koss ·
1994: Johann Olav Koss ·
1998: Ådne Søndrål ·
2002: Derek Parra ·
2006: Enrico Fabris ·
2010: Mark Tuitert ·
2014: Zbigniew Bródka ·
2018: Kjeld Nuis ·
2022: Kjeld Nuis
Onofficiële Europese kampioenschappen

1891: Onbeslist ·
1892: Onbeslist · 
1946: Göthe Hedlund 

Officiële Europese kampioenschappen

1893: Rudolf Ericson · 
1894: Onbeslist ·
1895: Alfred Næss · 
1896: Julius Seyler · 
1897: Julius Seyler · 
1898: Gustaf Estlander · 
1899: Peder Østlund · 
1900: Peder Østlund · 
1901: Rudolf Gundersen · 
1902: Johan Schwartz · 
1903: Onbeslist ·
1904: Rudolf Gundersen · 
1905: Johan Vikander · 
1906: Rudolf Gundersen · 
1907: Moje Öholm · 
1908: Moje Öholm · 
1909: Oscar Mathisen · 
1910: Nikolaj Stroennikov · 
1911: Nikolaj Stroennikov · 
1912: Oscar Mathisen · 
1913: Vasilij Ippolitov · 
1914: Oscar Mathisen · 
1922: Clas Thunberg · 
1923: Harald Strøm · 
1924: Roald Larsen · 
1925: Otto Polacsek · 
1926: Julius Skutnabb · 
1927: Bernt Evensen · 
1928: Clas Thunberg · 
1929: Ivar Ballangrud · 
1930: Ivar Ballangrud · 
1931: Clas Thunberg · 
1932: Clas Thunberg · 
1933: Ivar Ballangrud · 
1934: Michael Staksrud · 
1935: Karl Wazulek · 
1936: Ivar Ballangrud · 
1937: Michael Staksrud · 
1938: Charles Mathiesen · 
1939: Alfons Bērziņš · 
1947: Åke Seyffarth · 
1948: Reidar Liaklev · 
1949: Sverre Farstad · 
1950: Hjalmar Andersen · 
1951: Hjalmar Andersen · 
1952: Hjalmar Andersen · 
1953: Kees Broekman · 
1954: Boris Sjilkov · 
1955: Sigge Ericsson · 
1956: Jevgeni Grisjin · 
1957: Oleg Gontsjarenko · 
1958: Oleg Gontsjarenko · 
1959: Knut Johannesen · 
1960: Knut Johannesen · 
1961: Viktor Kositsjkin · 
1962: Robert Merkoelov · 
1963: Nils Egil Aaness · 
1964: Ants Antson · 
1965: Eduard Matoesevitsj · 
1966: Ard Schenk · 
1967: Kees Verkerk · 
1968: Fred Anton Maier · 
1969: Dag Fornæss · 
1970: Ard Schenk · 
1971: Dag Fornæss · 
1972: Ard Schenk · 
1973: Göran Claeson · 
1974: Göran Claeson · 
1975: Sten Stensen · 
1976: Kay Arne Stenshjemmet · 
1977: Jan Egil Storholt · 
1978: Sergej Martsjoek · 
1979: Jan Egil Storholt · 
1980: Kay Arne Stenshjemmet · 
1981: Amund Sjøbrend · 
1982: Tomas Gustafson · 
1983: Hilbert van der Duim · 
1984: Hilbert van der Duim · 
1985: Hein Vergeer · 
1986: Hein Vergeer · 
1987: Nikolaj Goeljajev · 
1988: Tomas Gustafson · 
1989: Leo Visser · 
1990: Bart Veldkamp · 
1991: Johann Olav Koss · 
1992: Falko Zandstra · 
1993: Falko Zandstra · 
1994: Rintje Ritsma · 
1995: Rintje Ritsma · 
1996: Rintje Ritsma · 
1997: Ids Postma · 
1998: Rintje Ritsma · 
1999: Rintje Ritsma · 
2000: Rintje Ritsma · 
2001: Dmitri Sjepel · 
2002: Jochem Uytdehaage · 
2003: Gianni Romme · 
2004: Mark Tuitert · 
2005: Jochem Uytdehaage · 
2006: Enrico Fabris · 
2007: Sven Kramer · 
2008: Sven Kramer · 
2009: Sven Kramer · 
2010: Sven Kramer · 
2011: Ivan Skobrev · 
2012: Sven Kramer · 
2013: Sven Kramer · 
2014: Jan Blokhuijsen · 
2015: Sven Kramer · 
2016: Sven Kramer · 
2017: Sven Kramer · 
2019: Sven Kramer · 
2021: Patrick Roest · 
2023: Patrick Roest · 
2025: Sander Eitrem